# 러브게임 (라디오 프로그램)
《박소현의 러브게임》은 SBS 파워FM(수도권 FM 107.7MHz)에서 매일 오후 6시에 방송 중인 라디오 예능 프로그램이다.

## 역사
1999년 4월 26일부터 2007년 4월 15일까지 방송했다가 2007년 4월 16일부터 2008년 10월 26일까지는 《그대의 향기》가 방송했다.
2008년 10월 27일부터 가을 개편으로 《박소현의 러브게임》이 재개됐다.

## 로고송
- 언제나 박소현의 러브 게임~ (2008년 10월 27일 ~ 현재) → 1부 광고 후
- 박소현의 러브 러브 러브게임 (2008년 10월 27일 ~ 현재) → 4부 시작

## 방송 시간
| 방송 채널  | 방송 기간                         | 방송 시간                  |
| ---------- | --------------------------------- | -------------------------- |
| SBS 파워FM | 1999년 4월 26일 ~ 2000년 11월 7일 | 매일 밤 12:00 ~ 새벽 1:00  |
| SBS 파워FM | 2000년 11월 8일 ~ 2007년 4월 15일 | 매일 저녁 6:00 ~ 저녁 8:00 |
| SBS 파워FM | 2008년 10월 27일 ~ 현재           | 매일 저녁 6:00 ~ 저녁 8:00 |

## DJ
- 1기 - 배우 겸 방송인 박소현

## 스페셜 DJ
- 1기 - 가수 소녀시대 수영 : 2018년 5월 28일
- 2기 - 배우 박보영 : 2019년 9월 25일 ~ 2019년 9월 26일
- 3기 - 크리에이터 이사배 : 2019년 10월 24일
- 4기 - 코미디언 홍현희 : 2019년 11월 11일
- 5기 - 코미디언 이국주 : 2021년 4월 12일

## 코너

### 매일 코너
- 라송과 솔방울
- 러브, 게임의 법칙
- 사연과 신청곡

### 요일 코너
- 월요일 : 나만 쓰레기야?
- 화요일 : 신개념 음악퀴즈 뮤직큐
- 수요일 : 네버엔딩 뮤직 (부제:의식의 흐름)
- 목요일 : 러브 에피소드
- 금요일 : 우리만의 자유로운 차트
- 토요일 : 리서치 뮤직, 앙코르 러브게임의 법칙
- 일요일 : 선곡 맛집, 금주의 인기가요 톱텐

## 지역 방송국 프로그램
| 방송 채널    | 방송 권역                          | 프로그램                      | 방송 시간                                                  | 진행자                      |
| ------------ | ---------------------------------- | ----------------------------- | ---------------------------------------------------------- | --------------------------- |
| TJB POWER FM | 대전광역시 세종특별자치시 충청남도 | 해피투게더                    | 매일 오후 6시 ~ 오후 8시                                   | 홍유주                      |
| CJB JOY FM   | 충청북도                           | CJB 라디오살롱                | 매일 오후 6시 ~ 오후 8시                                   | 평일 : 김송이 주말 : 박은선 |
| KNN 파워FM   | 부산광역시 경상남도                | 뮤직 클라우드                 | 매일 오후 6시 ~ 오후 8시                                   | 김비태                      |
| kbc My FM    | 광주광역시 전라남도                | 광주 전남 뉴스                | 매주 평일 오후 6시 ~ 오후 6시 5분                          | 황인찬                      |
| kbc My FM    | 광주광역시 전라남도                | 뮤직서핑                      | 매주 평일 오후 6시 5분 ~ 오후 8시 주말 오후 6시 ~ 오후 8시 | 김은민                      |
| JTV MAGIC FM | 전북특별자치도                     | 송슬기의 슬기로운 라디오 방송 | 매주 월요일 ~ 토요일 오후 6시 ~ 오후 8시                   | 송슬기                      |
| JTV MAGIC FM | 전북특별자치도                     | 스포츠 익스프레스             | 매주 일요일 오후 6시 ~ 오후 8시                            | 안준성                      |

## 동시간대 관련 경쟁 프로그램
- 사랑하기 좋은 날 이금희입니다 (KBS 쿨 FM (KBS 2FM))